# Philopotamus siculus
Philopotamus siculus är en nattsländeart som beskrevs av Hagen 1860. Philopotamus siculus ingår i släktet Philopotamus och familjen stengömmenattsländor. Inga underarter finns listade i Catalogue of Life.